# Wola Wodzyńska
Wola Wodzyńska – wieś sołecka w Polsce położona w województwie mazowieckim, w powiecie ciechanowskim, w gminie Ojrzeń.
W latach 1975–1998 miejscowość administracyjnie należała do województwa ciechanowskiego.
Przed 1945 istniała tutaj wspólnota religijna mennonitów.
Przez miejscowość przebiega droga krajowa DK50.